# Stock Keeping Unit
Stock Keeping Unit (SKU) är en produktidentitet som ges varje enskilt produktexemplar eller också ges till en kategori av produkter.
Att använda sig av unika SKU på varje produkt och kategori kan förenkla logistikhanteringen och lageradministrationen.